# Битка за Пирот (1913)
Пиротска битка је била борба између бугарске и српске војске у околини Пирота у близини српско-бугарске границе између 6. и 8. јула 1913. године.
На фронту између бугарске 3. армије (Сливница-Трн-Цариброд) и српске 2. армије (Софија-Пирот-Ниш) главне борбе су се водиле изван Пирота 6. и 7. јула.  Командант Српске 2. армије, генерал Степа Степановић, предложио је 8. јула да се Пирот евакуише.  Међутим, када је румунско напредовање запретило бугарској 1. армији истог дана увече, бугарска команда је наредила повлачење.  Због српске победе код Брегалнице, Бугари су били принуђени да одустану од тежњи у југоисточној Србији. 